# SING + DANCE
『SING+DANCE』（シング・アンド・ダンス）は、2016年6月15日に発売された、Skoop On Somebodyの3枚目のミニ・アルバム。

## 概要
前作から約1年ぶりに発売されたミニアルバム。
キャッチコピーは「気持ちがアガる、毎日がアガる」。
ジャケット写真は、メンバー2人によってデザインされた。

## 収録曲
作詞・作曲・編曲：S.O.S.（特記以外）
1. UP
  - 作詞・作曲：三浦北斗
2. Oh My Friend
3. THE MUSIC
  - 作曲：S.O.S.・Gakushi　編曲：Gakushi
4. Love Song
  - 作曲：S.O.S.・Gakushi・Yukinori "KB" Inoue
  - 編曲：Gakushi・Yukinori "KB" Inoue
5. Because
  - 作詞：三浦北斗・S.O.S.
6. Wednesday Lady
  - 作詞・作曲・編曲：西寺郷太

### 初回生産限定盤DVD
1. UP (Video Clip)
2. Love Song (Video Clip)
3. Because (SPECIAL DOLPHINS PERFORMANCE in AQUA PARK SHINAGAWA)